# Dług (ekonomia)
Dług w sensie ekonomicznym oznacza niespełniony przez dłużnika na rzecz wierzyciela obowiązek pewnego świadczenia w formie pieniężnej lub rzeczowej w określonym czasie.
Przyczyną powstania długu jest opóźnienie w wykonaniu zobowiązania, którego charakter może określać m.in.:
- umowa handlowa zawarta pomiędzy dwiema stronami określająca dane świadczenie, np. warunki dostawy towaru lub świadczenia usługi i terminu zapłaty,
- umowa pożyczki lub kredytu,
- orzeczenie sądu lub decyzja administracyjna.

Świadczenie wykonalne, którego termin realizacji jeszcze nie minął, jest zobowiązaniem – nie długiem.